# 二百角形
二百角形（にひゃくかくけい、にひゃくかっけい、dihectagon）は、多角形の一つで、200本の辺と200個の頂点を持つ図形である。内角の和は13540°、対角線の本数は19700本である。

## 正二百角形
正二百角形においては、中心角と外角は1.8°で、内角は178.2°となる。一辺の長さが a の正二百角形の面積 S は
{\displaystyle S=50a^{2}\cot {\frac {\pi }{200}}}

### 正二百角形の作図
正二百角形は定規とコンパスによる作図が不可能な図形である。
正二百角形は折紙により作図が不可能な図形である。